# ユスティティア (小惑星)
ユスティティア (269 Justitia) は、小惑星帯に位置する小惑星の一つ。
1887年9月21日にオーストリアの天文学者、ヨーハン・パリザがウィーンで発見し、ローマ神話の正義の女神ユースティティアにちなんで命名された。